# Alfredo Valenzuela Puelma

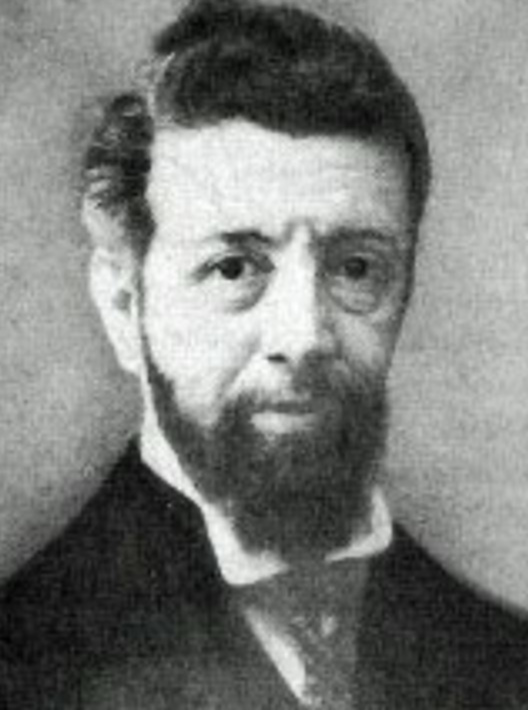
Alfredo Valenzuela Puelma

Alfredo Valenzuela Puelma (* 8. Februar 1856 in Valparaíso; † 27. Oktober 1909 in Villejuif) war ein chilenischer Maler.
Puelma studierte ab dem 12. Lebensjahr an der Academia de Bellas Artes bei Ernst Kirchbach und Juan Mochi. Auf einer Studienreise von 1991 bis 1885 nach Paris setzte er seine Ausbildung bei Jean-Joseph Benjamin-Constant fort und besuchte Anatomiekurse an der Sorbonne. Bei einer zweiten Parisreise 1887 studierte er bei Jean Paul Laurens.
Nach seiner Rückkehr wurde Puelma in Chile vielfach ausgezeichnet, u. a. mehrmals mit der Goldmedaille des Salón Official in Santiago. Der Kunstkritiker zählte ihn zu der „Gruppe der Vier Meister“ neben Pedro Lira, Juan Francisco González und Alberto Valenzuela Llanos. Zu seinen Schülern zählten Alfredo Helsby und Eucarpio Espinosa.
1907 verließ er Chile, um in Frankreich zu leben. Dort starb er zwei Jahre später verarmt nach anhaltenden Depressionen und einem psychischen Zusammenbruch. Das Centro Cultural de Las Condes in Santiago ehrte Puelma 2009 mit einer Einzelausstellung. Zahlreiche seiner Werke befinden sich im Besitz des Museo Nacional de Bellas Artes.

## Werke
- Retrato de Don Domingo Espineira Riesco, 1880
- Retrato de Guillermo Puelma, 1881
- Lección de Geografía, 1883
- Resurrección de la Hija de Jairo, 1883
- La Perla del Mercader, 1884
- Náyade cerca del agua, 1884
- La Ciencia mostrando al genio que sólo ella conduce a la inmortalidad del saber, 1884
- Retrato del Pintor Mochi, 1885
- Interior del Louvre, 1888
- El Descendimiento, copia de José de Ribera, 1888
- El Turquito o El Niño del Fez, 1890
- Sevillana, 1890
- Retrato del Dr. Bernabé Rojas Carvallo, 1894
- Alameda en Peñaflor, 1895
- Retrato de Juan Francisco González, 1895
- La Gitana, 1898
- Mi hijo Rafael, 1899
- Coquetería
- Magdalena en Penitencia
- Retrato de Mancini
- Retrato de Dama